# Хан-Брдо
Хан-Брдо (серб. Хан Брдо / Han Brdo) — село в общине Вишеград Республики Сербской Боснии и Герцеговины. В настоящее время село необитаемо.